# System informacyjny zarządzania
System informacyjny zarządzania (ang. management information system, MIS) – system komputerowy przeznaczony do zarządzania przedsiębiorstwem.
Zbiera i analizuje dane ze wszystkich wydziałów, po czym dostarcza je jednostkom zarządzającym w uporządkowanej formie i z aktualną informacją, np. w postaci raportów finansowych, analizy magazynowej itp.